# 邦杜蘭特 (愛荷華州)
邦杜蘭特（英語：Bondurant）是一個位於美國愛荷華州波爾克縣的城市。

## 地理
邦杜蘭特的座標為41°41′39″N 93°27′41″W / 41.69417°N 93.46139°W，而該地的平均海拔高度為296米（即971英尺）。

## 人口
根據2010年美國人口普查的數據，邦杜蘭特的面積為21.75平方千米，當中陸地面積為21.70平方千米，而水域面積為0.05平方千米。當地共有人口3860人，而人口密度為每平方千米177人。